# Sigismund van Saksen
Sigismund van Saksen (Meißen, 3 maart 1416 - Rochlitz, 24 december 1471) was de tweede zoon van keurvorst Frederik I van Saksen en Catharina van Brunswijk-Lüneburg.
Samen met zijn broers volgde hij in 1428 zijn vader op als vorst van Saksen. Bij de verdeling van de bezittingen van zijn vader in 1436 kreeg Sigismund Weißenfels, Freyburg, Jena, Weida, Orlamünde, Saalfeld, Coburg en de Frankische bezittingen, maar deed al in 1437 afstand om toe te treden tot de geestelijke stand (volgens sommigen om bij zijn kloosterliefje te kunnen zijn) en behield hij alleen Weida als zijn residentie. In een conflict tussen de burggraaf van Meißen en zijn broer Frederik II koos hij partij tegen zijn broer. Zijn broers namen hem daarop gevangen en sloten hem op in Freyburg. In 1440 werd hij niettemin bisschop van Würzburg dankzij zijn broers, maar koos vervolgens partij voor Albrecht Achilles van Brandenburg en kreeg hierdoor het kapittel tegen zich. In 1442 werd hij afgezet als bisschop en keerde terug naar Saksen. Nadat een samenzwering tegen zijn broers aan het licht was gekomen werd hij ten slotte in 1444 verbannen naar het kasteel van Rochlitz, waar hij in 1471 overleed.